# Leierschwänze
Die Leierschwänze (Menura) bilden eine Gattung in der gleichnamigen Familie der Leierschwänze (Menuridae) innerhalb der Ordnung der Sperlingsvögel (Passeriformes). Die Gattung umfasst zwei Arten: der Graurücken-Leierschwanz oder Prachtleierschwanz (M. novaehollandiae) und der Braunrücken-Leierschwanz oder Schwarzleierschwanz (M. alberti). Beide Arten leben in den Bergwäldern von Südostaustralien. In Tasmanien wurde der Graurücken-Leierschwanz (Menura novaehollandiae) eingeführt. Beide Geschlechter besitzen ein braunes bis graues Gefieder. Namensgebend waren die langen Schwanzfedern bei den männlichen Leierschwänzen. Sie bestehen aus zwei kräftigen, bis zu 55 Zentimeter langen Federn, zwischen denen sich mehrere feinere, fadenförmige Federn befinden.
Die Vögel verbringen einen großen Teil hüpfend am Waldboden und scharren mit ihren kräftigen Füßen und scharfen Krallen nach Insekten, Larven und anderen Wirbellosen. Zum Schlafen suchen sie sich einen höher gelegenen Ast.

## Fortpflanzung
Bevor es zur Paarung kommt, scharrt das Männchen einen Erdhügel aus weicher Erde auf oder sucht sich einen höher gelegenen Platz. Es balzt auf dem Erdhügel oder erhöhten Platz vor dem Weibchen mit über dem Kopf ausgefaltetem Schwanz herum, tänzelt und singt mit einer weittragenden, lauten Stimme. Der Gesang ist ungewöhnlich vielseitig und gehört zum Komplexesten, was die Vogelwelt zu bieten hat. Das aus Reisig und Pflanzenfasern bestehende Nest wird unter anderem am Boden gebaut, auf einen Felsvorsprung, auf Astgabeln oder Baumstümpfen. In das Nest wird ein hühnereigroßes Ei gelegt, das das Weibchen in einem Zeitraum von sechs Wochen ausbrütet. Nur das Weibchen sorgt für den Nestbau und die Aufzucht der Jungen.

## Imitation
Der „Gesang“ des Leierschwanzes ist eine Mischung aus seinem eigenen von Geburt an gegebenen Repertoire und nahezu jedem anderen Geräusch, das er einmal gehört hat.
Die Syrinx (das Stimmorgan der Vögel) ist die ausgeprägteste aller Singvögel (Passeri), wodurch der Leierschwanz ein unerreichtes Potential zur Nachahmung von Geräuschen jeglicher Art aufweist. So ahmt der Leierschwanz mit Leichtigkeit den individuellen Gesang anderer Vögel nach. Bei in Gefangenschaft aufgewachsenen Leierschwänzen wird gelegentlich auch beobachtet, dass sie Maschinen wie Motoren, Alarmanlagen oder Kameraverschlüsse imitieren. Dieses Verhalten wurde durch einen Naturfilm von David Attenborough weltweit berühmt. Allerdings wurde es bisher nie bei wilden Exemplaren dokumentiert. Der eigene Gesang der Leierschwänze wird manchmal für eine Imitation von künstlichen Soundeffekten gehalten.
Leierschwänze sind sehr scheu und oftmals bemerkt man ihre Gegenwart nur dadurch, dass verschiedenste Vogelgesänge von ein und derselben Stelle zu kommen scheinen. Ebenso wie der männliche Leierschwanz kann auch das weibliche Exemplar Geräusche imitieren, setzt allerdings dieses Verhalten deutlich seltener ein als männliche Artgenossen.

## Arten
- Graurücken-Leierschwanz oder Prachtleierschwanz (M. novaehollandiae Latham, 1802)
- Braunrücken-Leierschwanz oder Schwarzleierschwanz (M. alberti Bonaparte, 1850)